# Ibrahim-Pascha-Palast

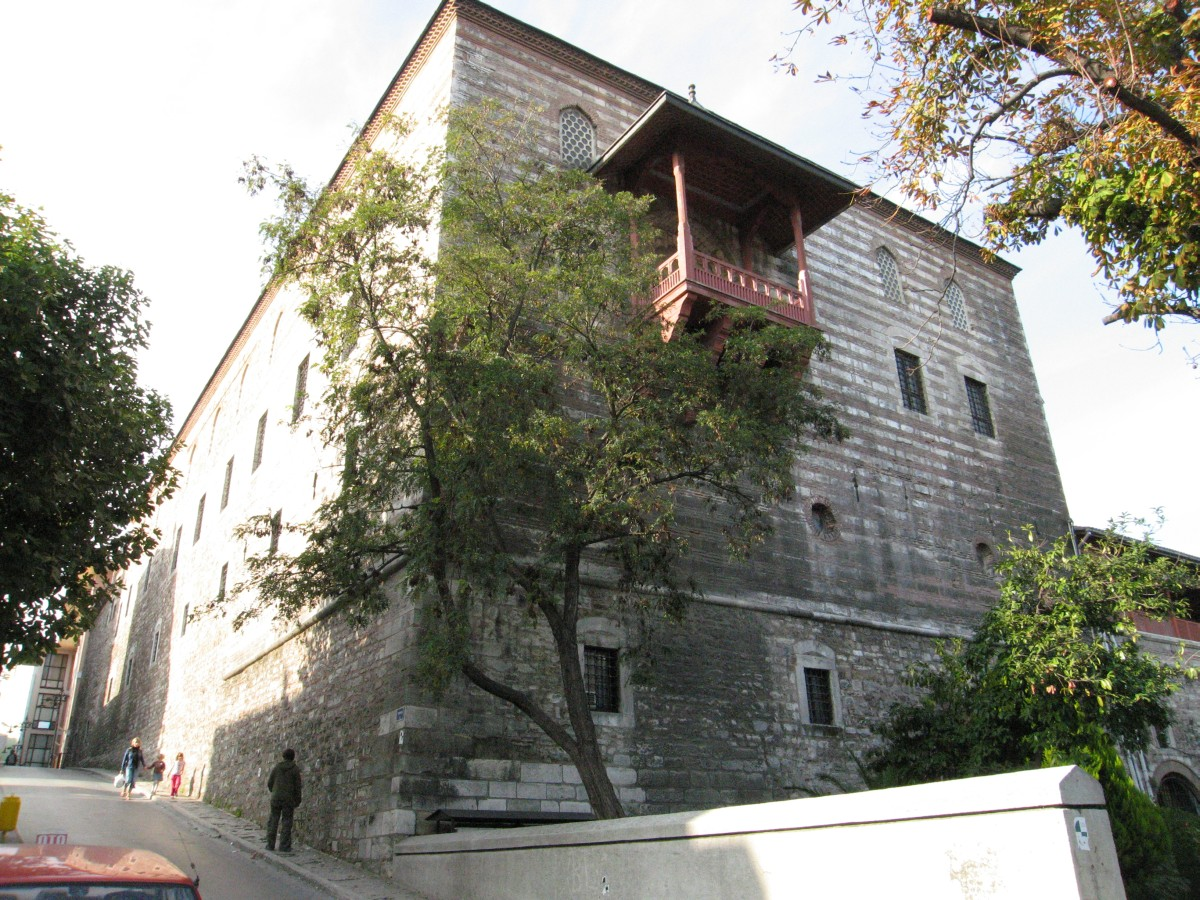
Ibrahim-Pascha-Palast mit Balkon – Ansicht vom Atmeydanı

Der Ibrahim-Pascha-Palast (İbrahim Paşa Sarayı, auch Atmeydanı Sarayı) liegt direkt am alten Hippodrom (Atmeydanı) gegenüber der Sultan-Ahmet-Moschee im Herzen von Alt-Istanbul

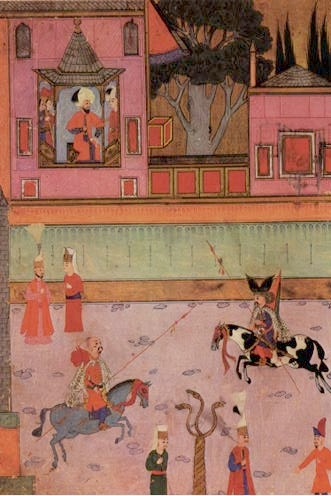
Miniaturmalerei des Nakkaş Osman aus dem Surname-i Hümayun, 16. Jh.: Parade auf dem Hippodrom mit berittenen Gazi (Veteranen aus Rumelien) vor Sultan Murad III., sitzend auf dem Balkon des Ibrahim-Pascha-Palastes

Die Baugeschichte des Palastes ist unklar. Quellen berichten, er sei in der Zeit des Sultan Bayezid II. (1481–1512) errichtet worden und unter Sultan Süleyman I. 1521 für seinen Großwesir Ibrahim Pascha restauriert worden. Er ist der größte erhaltene aristokratische Palast in Istanbul, was wohl darauf zurückzuführen ist, dass er aus Stein und Ziegeln statt üblicherweise aus Holz errichtet wurde, wie beispielsweise die ähnlichen Paläste, die um das Hippodrom gruppiert waren und nicht mehr erhalten sind. Allein der Architekt Sinan hat um die 30 Paläste errichtet. 
Seine immense Größe erklärt sich vielleicht auch daraus, dass es bis zu seinem Bau keinen offiziellen Amtssitz des Großwesirs gab und gerade Anfang des 16. Jahrhunderts das Amt des Großwesirs mit einer nicht gekannten Machtfülle ausgestattet wurde. Nach dem Tode Ibrahim Paschas 1536 blieb der Palast zweieinhalb Jahrhunderte lang Verwaltungsresidenz für eine Reihe von Großwesiren, Beylerbeys, Admiralen sowie Silahdare, von denen einige in die kaiserliche Familie einheirateten. Weiterhin fand der Palast Verwendung als Janitscharenschule der Acemioğlanları, ab dem späten 18. Jahrhundert als Registratur der Finanzbehörde (Defterhane), sowie als Hauptquartier der kaiserlichen Militärkapelle (Mehterhane), danach als Nervenheilanstalt, Löwengehege, Textilmanufaktur und Gefängnis. Die bewegte Verwendung des Bauwerkes ist ein Spiegelbild des Verfalls, welcher trotz der Restaurierungen durch die Architekten Sinan († 1588), Hasan Ağa und Sedefkar Mehmed Ağa († 1622) sowie Ausbesserungen nach den heftigen Bränden von 1652, 1660, 1755 und 1808 und dem schweren Erdbeben von 1675 nicht aufzuhalten war.
Nach Reparaturen zwischen 1966 und 1983 ist heute das Museum für türkische und islamische Kunst im Palast untergebracht. Von der ursprünglichen Inneneinrichtung ist nichts mehr erhalten.
Der Palast zog sich etwa 140 Meter an dem Hippodrom entlang und erreichte eine Tiefe von 50 bis 75 Metern. Die Räumlichkeiten gruppierten sich um vier Höfe auf unterschiedlichen Ebenen. Einige erhöhte Terrassen des Serails liegen auf den ehemaligen verfallenen Sitzreihen des Hippodroms. Durch seine Lage diente der Palast vom 16. bis ins 18. Jahrhundert hinein häufig als Gasthaus für die Familie des Sultans, wenn Festlichkeiten und prunkvolle Prozessionen auf dem Hippodrom abgehalten wurden. Zum Beispiel bei den 15-tägigen Hochzeitsfeiern des Ibrahim Pascha mit Süleymans I. Schwester Hadice Sultan 1524, bei den tagelangen Beschneidungsfeierlichkeiten der Prinzen und weiteren Festivitäten der Sultansfamilie.